# Robert Brasillach

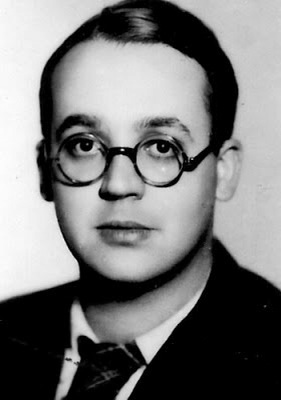
Robert Brasillach (1938)

Robert Brasillach ([ʁɔbɛʁ bʁazijak] ⓘ) (* 31. März 1909 in Perpignan; † 6. Februar 1945 in Arcueil) war ein antisemitischer französischer Schriftsteller, Journalist und Filmkritiker, der während des Zweiten Weltkriegs mit der deutschen Besatzungsmacht in Frankreich kollaborierte. Nach der Befreiung Frankreichs wurde er wegen Hochverrats verurteilt und hingerichtet.

## Biographie und Tätigkeit bis 1940
Brasillach wuchs in Perpignan in den östlichen französischen Pyrenäen in einer katalanischen Familie als Sohn eines Leutnants der französischen Kolonialarmee auf. Bereits 1914 fiel sein Vater bei Kämpfen in der französischen Kolonie Marokko. Robert Brasillach absolvierte mit Auszeichnung die Elitehochschule ENS und machte sich schon bald einen Namen als Literatur- und Filmkritiker in der Zeitschrift der Action française und in der Nouvelle Revue Française.
Brasillach galt in den 1930er Jahren als eines der großen literarischen Talente Frankreichs. Schon früh engagierte er sich im rechten politischen Spektrum für einen christlichen, antiliberalen, autoritären Nationalismus gegen die Republik sowie gegen die Engländer, die Deutschen und vor allem gegen die Juden. Er sympathisierte mit der Erstürmung des Parlaments durch die französische Rechte am 6. Februar 1934. Der italienische Faschismus und auch der deutsche Nationalsozialismus beeindruckten ihn so wie viele vor allem junge Intellektuelle Frankreichs, aber auch bedeutende und einflussreiche Schriftsteller wie Charles Maurras (Mitglied der Académie française seit 1936), Maurice Barrès und Léon Daudet, Sohn von Alphonse Daudet, Louis-Ferdinand Céline, Pierre Drieu la Rochelle und Henri Béraud. In seinem Roman Les Sept Couleurs schwärmte er vom Reichsparteitag, den er 1934 besucht hatte, und den schönen Knaben unter Hakenkreuzfahnen. Auch war er nach eigenem Bekunden von den Filmen Leni Riefenstahls fasziniert. Allerdings bezeichnete er 1935 Hitlers Mein Kampf als „das Meisterwerk eines erregten Kretinismus“.
Trotz seiner antisemitischen Grundhaltung sympathisierte Brasillach ausdrücklich mit Künstlern wie Marcel Proust, Yehudi Menuhin und Charlie Chaplin (der irrtümlich zeitweilig für einen Juden gehalten wurde).
In den 1930er Jahren schrieb Brasillach die Romane Das Kind der Nacht (frz.: L’Enfant de la nuit), Der Funkendieb (frz.: Le Voleur d’étincelles), Uns aber liebt Paris (frz.: Le Marchand d’oiseaux ou le Méridien de Paris) und Ein Leben lang (frz.: Comme le temps passe).1935 veröffentlichte er zusammen mit Maurice Bardèche, seinem Schwager, die bekannte Histoire du cinéma (dt.: „Geschichte des Kinos“). Im 1937 veröffentlichten Roman Die sieben Farben (frz.: Les Sept Couleurs), der an den Schauplätzen Paris, Florenz, Nürnberg und Spanien spielt, und in zwei weiteren Erzählungen verherrlichte er die spanischen Falangisten und die Armee des Generals Franco, die Erzählung Les Cadets de l’Alcazar schrieb er zu Ehren des Obersten José Moscardó. Gemeinsam mit Bardèche verfasste Brasillach eine Geschichte des Krieges Spaniens (Histoire de la guerre d’Espagne, 1939), in der die Autoren die Rebellion der Truppen unter Franco verteidigten und die linksorientierte Volksfront attackierten. In mehreren Artikeln griff er André Malraux scharf an, der sich auf Seiten der Republikaner in dem Krieg engagierte.
Von 1937 bis 1943 war er Chefredakteur der antisemitischen Zeitschrift Je suis partout (dt.: „Ich bin überall“), in der er Verleumdungskampagnen gegen politische Gegner und Hetze gegen die Juden betrieb und in Einzelfällen zum Mord an missliebigen Personen aufrief. „Wir müssen uns die Juden ein für allemal vom Hals schaffen und dürfen auch keine Kleinen behalten“ (hatte er in Je suis partout geschrieben).

## Tätigkeit während des Vichy-Regimes und der deutschen Besetzung
Nachdem er als Leutnant der französischen Armee am Krieg teilgenommen hatte, geriet er 1940 in deutsche Gefangenschaft, von September 1940 bis März 1941 im Offizierslager Soest. Im Juni 1941 wurde er entlassen, damit er in der Vichy-Administration das Amt des „Generalkommissars für das Filmwesen“ übernehmen konnte. Auch die Chefredaktion von Je suis partout führte er weiter, der nun einflussreichsten Publikation für die deutschfreundlichen Intellektuellen Frankreichs. Er hatte engen Kontakt mit dem deutschen Botschafter in Frankreich Otto Abetz, dem Bildhauer und Architekten Arno Breker, dem Schriftsteller und Philosophen Ernst Jünger und dem Direktor des Deutschen Instituts in Paris Karl Epting. Mit dem Zensor der deutschen Besatzungsmacht Karl Heinz Bremer hatte er eine homosexuelle Beziehung.
Er kollaborierte, indem er in seiner Zeitschrift „Je suis partout“ frühere Regierungsmitglieder, Résistancekämpfer sowie versteckte Juden mit kompletten Namen und Adressen denunzierte. 1941 erschien seine Autobiographie über die Jahre 1929–39 unter dem Titel Notre Avant-Guerre (dt.: „Unsere Vorkriegszeit“).
Im Oktober 1941 nahm Brasillach mit sechs weiteren französischen Schriftstellern (Abel Bonnard, Jacques Chardonne, Pierre Drieu La Rochelle, Roman Fernandez, André Fraigneau, Marcel Jouhandeau) auf Einladung von Hanns Johst, dem Vorsitzenden der Reichsschrifttumskammer, am Weimarer Dichtertreffen teil, auf dem sie mit weiteren kollaborationswilligen Schriftstellern aus den Ländern im deutschen Machtbereich die Europäische Schriftstellervereinigung gründeten. Reichspropagandaminister Joseph Goebbels, von dem die Initiative zu dem Treffen ausgegangen war, gab den versammelten Schriftstellern ein Abendessen, an dem auch Brasillach teilnahm.
Goebbels und Johst organisierten diese vom Reichspropagandaministerium großzügig geförderte Vereinigung kollaborierender Schriftsteller, die jedoch bis zum Ende 1945 in allen von Deutschland besetzten Ländern weitgehend einflusslos blieb.

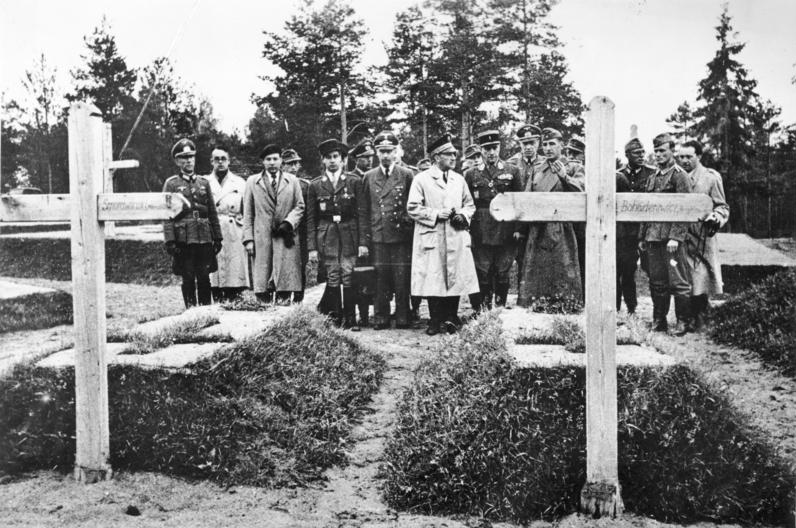
Brasillach (zweiter von links, mit Brille) mit Fernand de Brinon (Mitte) 1943 bei der Umbettung der Opfer des Massakers von Katyn

Neben seiner Arbeit als Herausgeber und Chefredakteur von Je suis partout schrieb er für andere Publikationen, etwa für die Zeitschrift Révolution nationale, noch fanatischer deutschfreundliche Artikel und arbeitete weiter als Schriftsteller. Auch sein Antisemitismus radikalisierte sich weiter: Am 25. September 1942 schreibt er: „Man muss die Juden allesamt rauswerfen und die Kinder nicht schonen.“
Im Mai 1943 gehörte er in seiner Eigenschaft als Präsident der „Französischen Freiwilligenlegion gegen den Bolschewismus“ (Ligue des Volontaires Français contre le Bolchévisme) einer von Staatssekretär Fernand de Brinon geleiteten Delegation der Vichy-Regierung an, die die von der Wehrmacht besetzten Gebiete der Sowjetunion bereiste. Zweck der Reise war eine Inspektion der französischen Freiwilligendivision „Charlemagne“. Begleitet wurde die Delegation von Offizieren der deutschen Garnison in Paris, darunter der Literaturzensor Gerhard Heller. Auf der Reiseroute lag der Wald von Katyn, in dem die Massengräber mit den ermordeten polnischen Offizieren freigelegt worden waren.
Bereits vor der Abreise hatte Brasillach in einem Leitartikel geschrieben, dass bei einem Sieg der Sowjetunion im Krieg gegen die Deutschen auch der französischen Intelligenz ein „Katyn“ drohen würde. In Katyn angekommen, berichtete Brasillach für das von den Deutschen kontrollierte Radio Paris über seine Eindrücke dort. In seiner Zeitung veröffentlichte er überdies eine lange Reportage zum selben Thema und erklärte dazu: „Wir wollten Katyn sehen, wir haben es gesehen und haben gesagt, was wir gesehen haben.“
Bei derselben Reise bekam Brasillach auch Judenghettos zu sehen, namentlich das Ghetto Lodz, das Ghetto Lemberg und das Ghetto Warschau. Obwohl er bei seiner prinzipiell antisemitischen Haltung blieb, äußerte er im Gespräch mit seinem Schriftstellerfreund Lucien Rebatet seinen Unmut über „Massaker“ und „Ausrottung durch Hunger“, was er „nicht gutheißen“ könne. Wie viel er vom tatsächlichen Ausmaß des Holocaust erfahren hatte, lässt sich bis heute nicht klären; allerdings gab Brasillach nach diesen Erlebnissen die Schriftleitung von Je suis partout ab.

## Verhaftung, Prozess und Hinrichtung
Nach der Invasion der Alliierten in der Normandie und dem folgenden Vorrücken auf Paris lehnte es Brasillach in völliger Verkennung der Realität ab, mit den höchsten Repräsentanten des Vichy-Regimes und der Kollaboration, darunter auch Louis-Ferdinand Céline, nach Sigmaringen zu fliehen. Er war davon überzeugt, sich um Frankreich verdient gemacht zu haben.
Nach der Einnahme von Paris durch die Alliierten (25. August 1944) versteckte er sich zunächst in einer Dachkammer bei einer Bekannten. Um ihn dazu zu bringen, sich der Justiz zu stellen, verhaftete man im September 1944 seine Mutter, woraufhin er sich freiwillig bei der Polizeipräfektur von Paris meldete. Die neue französische Regierung unter General de Gaulle ging gegen die Funktionsträger des Vichy-Regimes und Kollaborateure sofort scharf vor: Das erste Todesurteil wurde gegen den Herausgeber der antisemitischen und kollaborationistischen Zeitschrift Aujourd’hui (dt.: „Heute“), Georges Suarez, im Oktober 1944 gefällt und am 9. November 1944 vollstreckt. Ebenfalls noch 1944 fand der Prozess gegen den politischen Direktor (1928–1943) der antisemitischen Zeitschrift Henri Béraud Gringoire statt. Er wurde wegen Landesverrats zum Tode verurteilt, aber von General de Gaulle zu lebenslanger Haft begnadigt.
Konsequenterweise wurde Brasillach sofort verhaftet und im Gefängnis Fresnes inhaftiert, wo er seinen Prozess erwartete, der im Januar 1945 stattfand. Die fünf Monate in der Haft gehörten zu seinen schriftstellerisch produktivsten Perioden. Unter anderem verfasste er die Lettre à un soldat de la classe 60, einen antibolschewistischen Text in Form eines fiktiven Briefs an einen vierjährigen Jungen, der im Jahr 1960 wehrpflichtig sein würde. In diesem Text versucht er indirekt, sein Handeln zu rechtfertigen. Der Text zeigt aber auch die politische Realitätsferne des schwärmerischen Intellektuellen Brasillach.
Am 19. Januar 1945 wurde Brassillach vor einem Geschworenengericht der Prozess gemacht; er dauerte nur sechs Stunden und wurde unter anderem von der späteren Frauenrechtlerin Simone de Beauvoir beobachtet. Von den sechs Geschworenen waren vier Mitglieder der Résistance, einer Kommunist und einer Sozialist. Brasillachs Verteidiger war Jacques Isorni, der später auch Marschall Pétain verteidigte. Ankläger war Marcel Reboul, der bereits unter dem Vichy-Regime Staatsanwalt gewesen war und nun quasi die Fronten gewechselt hatte. Er warf Brasillach vor, durch sein Werben für eine Neuordnung Europas unter deutscher Dominanz den Verlust der französischen Souveränität propagiert sowie Lügen des deutschen Propagandaministers Joseph Goebbels verbreitet zu haben, und nannte dabei seine (tatsächlich zutreffenden) Berichte über das Massaker von Katyn. In seinem Plädoyer argumentierte Reboul unter anderem mit anzüglichen Bemerkungen hinsichtlich Brasillachs Homosexualität. Sein Hauptanklagepunkt war allerdings die Zusammenarbeit mit Deutschland; auch Brasillachs Judenfeindlichkeit brachte er zur Sprache, allerdings eher nebenbei.
Brasillach wurde nach nur zwanzigminütiger Beratung wegen „Einvernehmens mit dem Feind“ («intelligence avec l'ennemi») zum Tode verurteilt und am 6. Februar 1945 im Fort de Montrouge in Arcueil durch Erschießen hingerichtet. Grundlage des Urteils war ein in dieser Form erst 1944 erlassenes Gesetz, das ausdrücklich ex post facto die „Zusammenarbeit mit dem Feind“ unter Strafe stellte, was zunächst deshalb problematisch war, weil das Deutsche Reich für das offizielle (Vichy-)Frankreich seit 1940 gar keinen Feindesstatus innehatte (wobei indes vergleichbare Gesetze auch in den anderen ehemals deutsch besetzten Ländern in Kraft traten). Um auch dieses Problem zu umgehen, war dessen Regierung – ebenso ex post facto – von der de-Gaulle-Regierung für illegal erklärt worden. Hingegen spielten Brasillachs antisemitische Hetzen und seine zahlreichen Denunziationen von Juden bei der Urteilsfindung keine erkennbare Rolle. Als nach der Urteilsverkündung Proteste der Zuschauer im Gerichtssaal laut wurden, reagierte Brasillach mit den Worten: „Es ist mir eine Ehre.“
Das Urteil war von Anfang an umstritten. Ein Gnadengesuch wurde von General de Gaulle abgelehnt, obwohl einige namhafte und politisch nicht kompromittierte Schriftsteller (Jean Anouilh, Marcel Aymé, Jean-Louis Barrault, Albert Camus, Paul Claudel, Jean Cocteau, Colette, Roland Dorgelès, Arthur Honegger, François Mauriac, Daniel-Rops, Jean Schlumberger, Jean Paulhan, Paul Valéry, Maurice de Vlaminck und andere Intellektuelle) sich für Brasillach eingesetzt hatten. „Auch im Bereich der Literatur verpflichtet Talent zur Verantwortung“, begründete de Gaulle seine Entscheidung. In seinem Nachlass fand man später auf dem schriftlichen Gnadengesuch einen handschriftlichen Vermerk, der darauf schließen ließ, dass de Gaulle glaubte, mit seiner Ablehnung im Sinne des ermordeten Georges Mandel gehandelt zu haben, dessen Tod Brasillach zuvor wiederholt in Je suis toujours gefordert hatte.
Brasillachs Grab befindet sich auf dem Friedhof Cimetière de Charonne in Paris. Jedes Jahr an Brasillachs Todestag (6. Februar) legt der Cercle franco-hispanique, ein Freundeskreis von französischen Rechtsextremisten und spanischen Anhängern der Falange und des Franquismus, an seinem Grab einen Kranz nieder.

## Rezeption nach 1945 bis heute
Schon bald nach der Hinrichtung Brasillachs setzte von Seiten der politischen Rechten die Legendenbildung ein.
Insbesondere der Verteidiger Brasillachs, Jacques Isorni, stellte ihn als großen Schriftsteller dar, der von einem angeblich von Kommunisten dominierten Gericht – obwohl die Jury durchaus unausgewogen besetzt war (s. o.), war nur einer der Geschworenen Kommunist gewesen – quasi ermordet worden sei.
Den Versuch, Robert Brasillach zu rehabilitieren, betrieb vor allem der Schwager Brasillachs, Maurice Bardèche, Literaturprofessor und Herausgeber der Zeitschrift Défense de l’Occident. Er wurde zum Protagonisten des Geschichtsrevisionismus und Neofaschismus. Seine Behauptung, Brasillach sei ausschließlich wegen seiner Herausgeberschaft der kollaborationistischen und antisemitischen Zeitschrift Je suis partout „umgebracht“ worden, ist genauso eine Legende wie seine Darstellung, er sei nur aufgrund der Verurteilung seines Schwagers zum Tode politisch tätig geworden: Maurice Bardèche schrieb bereits in den 1930er Jahren in Je suis partout. Schon 1947 rechtfertigte er gegenüber François Mauriac vehement die Kollaboration. Seine Schriften vor und nach 1945 sind durch ungewöhnlich radikalen Rassismus und Antisemitismus gekennzeichnet. 1948 veröffentlichte er ein Buch, in dem er die Verbrechen der Nationalsozialisten negiert. Maurice Bardèche stand in sehr engem Kontakt mit Paul Rassinier, dem bekanntesten französischen Protagonisten des Revisionismus und der „Auschwitzlüge“ in seiner französischen Ausprägung des Negationismus, für dessen Werke er als Herausgeber fungierte und für den er die Grabrede im Jahr 1967 hielt.
Schon seit Ende der 1940er Jahre versuchte die politische Rechte, Robert Brasillach zum Märtyrer zu stilisieren. 1946 organisierten sich die Übriggebliebenen der „Action française“ um die von Pierre Boutang gegründete Zeitschrift Aspects de la France. Im Zuge des Algerienkriegs um 1960 erhielt die politische Rechte in Frankreich weiteren Zulauf und intensivierte die Legendenbildung um Brasillach. Für unterschiedliche, teils sektiererische Strömungen der politischen Rechten, aber auch für den 1972 gegründeten Front National (FN) mit regelmäßig 10–20 % Wählerstimmen war und ist Robert Brasillach eine Leitfigur für seinen Kult der Jugend und der Stärke, seine Ablehnung der Demokratie und für seinen Rassismus, der die Ungleichheit der Menschen behauptet. Die Folgen von Robert Brasillachs schriftlichen antisemitischen Tiraden und Denunziationen werden allerdings von den Rechtsextremen in der Regel nicht erwähnt. Auch der Tod von Maurice Bardèche im Jahr 1998 hat die Tendenz zur Apologetik des Robert Brasillach nicht gebremst: Die Witwe Bardèches und Schwester von Robert Brasillach sieht inzwischen (2002) ihren Bruder voll rehabilitiert.
In Polen wurde in der nationalkonservativ ausgerichteten Presse die Verurteilung Brasillachs als Rache linksorientierter Kräfte für seine Katyn-Berichterstattung dargestellt.

## Werke (Auswahl)
In Französisch (jeweils Erstausgabe):
- Présence de Virgile, 1931
- Le Voleur d’étincelles, 1932
- L’Enfant de la nuit, 1934
- Histoire du cinéma, 1935 (mit seinem Schwager Maurice Bardèche)
- Le Procès de Jeanne d’Arc, 1941
- Portraits, 1935
- Le Marchand d’oiseaux ou le Méridien de Paris, 1936
- Comme le temps passe, 1937
- Pierre Corneille, 1937
- Les Sept Couleurs, 1939
- Notre avant-guerre, 1941
- La Conquérante, 1943
- Les Quatre Jeudis, 1944
- Lettre à un soldat de la classe 60. Les Frères ennemis. Dialogue tragique, 1946
- Poèmes de Fresnes, 1949
- Anthologie de la poésie grecque, 1950
- La Reine de Césarée, théâtre (Drama), 1954
- Bérénice (Drama), 1954
- Journal d’un homme occupé, 1955
- Les Captifs, 1974
  - Oeuvres complètes. Hrsg. Bardèche, 12 Bde. (chronologisch geordnet), Au Club de l’honnête homme, Paris, 1963–1966. – In Band 12: Vorwort über Br. von Henri Massis und Schriften in Zeitungen der Kollaboration, die zu seiner Verurteilung führten (Denunziation von versteckten Juden an die Gestapo).
  - Weitere limitierte Club-Ausgaben mit den Verlagsorten Anvers und Bruxelles

In deutscher Übersetzung erschienen:
- Ein Leben lang (deutsch 1938)
- Uns aber liebt Paris (deutsch 1948)
- Gegenwärtiger Vergil (deutsch 1962)
- Grüße für Marie-Ange (deutsch 1954)
- Die Kadetten des Alcázar (deutsch 2017)
- Rex (deutsch 2023)

## Sekundärliteratur
- Barbara Berzel: Die französische Literatur im Zeichen von Kollaboration und Faschismus. Gunter Narr, Tübingen 2012, ISBN 3-8233-6746-3, S. 183–284.
- François Dufay: Die Herbstreise. Französische Schriftsteller im Oktober 1941 in Deutschland. Ein Bericht. 2001, ISBN 3-88680-735-5.
- Gudrun Eussner: Robert Brasillach, der Denunziant, der heute noch "überall ist". Ein Skandal in Perpignan. Trend Onlinezeitung 02/2003.
- Gesine Heddrich: Deutschland und Frankreich als Hetero- und Auto-Image während der Zeit der Occupation im Zweiten Weltkrieg am Beispiel der Schriftsteller Vercors (Jean Bruller) und Robert Brasillach, 1996, ISBN 3-631-31439-6.
- Philippe d’Hugues: Brasillach. Paris 2005.
- Alice Kaplan: The Collaborator: The Trial and Execution of Robert Brasillach. UCP, Chicago 2000, ISBN 0-226-42414-6; TB ISBN 978-0-226-42415-6.
- Karl Kohut (Hrsg.): Literatur der Résistance und Kollaboration in Frankreich. Teil 3: Texte und Interpretationen Narr, Tübingen 1984, ISBN 3-87808-910-4, S. 141ff.[22]
- Peter Tame: Whose Memoirs Are These Anyway? Representations of the Individual and the Group in Robert Brasillach’s „Notre Avant-guerre“, 2000, ISBN 1-902496-13-2.
- William R. Tucker: Fascist Ego: A Political Biography of Robert Brasillach, 1975, ISBN 0-520-02710-8.

## Nachweise
1. ↑  Philippe d’Hugues: Brasillach. Paris 2005, S. 28.
2. ↑  Philippe d’Hugues: Brasillach. Paris 2005, S. 27.
3. 1 2  Elisabeth Edl: Im düsteren Licht der Erinnerung. Nachwort, in: Patrick Modiano: Place de l’Etoile. Hanser, München 2010, S. 175f
4. 1 2  Mechtild Brand: Weggesperrt : Kriegsgefangenschaft im Oflag VI A Soest. Essen : Klartext, 2014, ISBN 978-3-8375-0942-7, S. 159–162; S. 242
5. ↑  Philippe d’Hugues: Brasillach. Paris 2005, S. 33.
6. ↑  Frank-Rutger Hausmann, Kollaborierende Intellektuelle in Weimar, in: Europa in Weimar. Hrsg. H. Th. Seemann. Göttingen 2008, S. 403.
7. ↑  wörtlich: il faut se séparer des juifs en bloc et ne pas garder les petits. Zur Diskussion über diesen Satz siehe die französische Wikipédia unter seinem Namensartikel.
8. ↑  Fernand De Brinon visit to the SS Charlemagne Division, 1943 Wochenschaubericht über die Reise
9. ↑  Bagatelles sur un massacre, in: Je suis partout, 30. April 1943, S. 1.
10. ↑  Massacre de Katyn – Emission de Radio (1943) avec Brasillach Chaîne de Archives Radio
11. ↑  J’ai vu les fosses de Katyn. In: Je suis partout, 9. Juli 1943, S. 1–9.
12. ↑  „Nous voulions voir Katyn, nous l’avons vu et nous avons dit ce que nous avons vu.“ Zitiert nach: Barbara Berzel: Die französische Literatur im Zeichen von Kollaboration und Faschismus. Tübingen 2012, S. 193.
13. 1 2 3  Richard Corliss: Killed for his words. In: Time. 15. Mai 2000, ISSN 0040-781X (englisch, time.com [abgerufen am 15. Januar 2022]).
14. 1 2  Saïd Mahrane: Quand Brasillach savait l'extermination des juifs. In: Le Point. 13. Oktober 2015, abgerufen am 15. Januar 2022 (französisch).
15. ↑  „L’action anti-russe qui se conjugue avec un soutien sans réserve donné à l’initiative allemande de la Légion Française, cette action étant présentée comme susceptible de redonner à la France sa position dans le nouvel ordre européen de telle sorte que Brasillach ne craint pas de dire que désormais l’Allemagne a associé la France à son œuvre comme ‚puissance souveraine.‘ “ Zitiert nach: Jacques Isorni: Le procès de Robert Brasillach. Paris 1946, S. 40.
16. ↑  Julian Jackson: Résistance et homosexualité: une histoire non racontée. In: Historia.fr. 15. Juli 2018, abgerufen am 15. Januar 2022 (französisch).
17. 1 2  Intelligence avec l'ennemi : le procès Brasillach. In: L'Histoire. Januar 2002, abgerufen am 15. Januar 2022 (französisch).
18. ↑  Robert Brasillach devant la cour de justice. In: Le Monde. 20. Januar 1945 (französisch, lemonde.fr [abgerufen am 15. Januar 2022]).
19. ↑  frenchintellectuals: To be French or not to be French: The trial of Robert Brasillach. In: Intellectuals and the Media in France. University of Bristol, 10. Dezember 2021, abgerufen am 15. Januar 2022 (englisch).
20. ↑  Alain Peyrefitte: C'était de Gaulle. Gallimard, 2002, ISBN 2-07-076506-7 (französisch).
21. ↑  z. B. Arcana, 2.1999; Mówią wieki, 4.2013; Do Rzeczy, 46.2013; Rzeczpospolita, 10. Januar 2014.
22. ↑  Zu: R. B., Une génération dans l’orage. Notre avant-guerre; Six heures a perdre; Journal d’un homme occupé. – Ferner über R. B. passim in allen 3 Bänden. Online in Auszügen lesbar, z. B. Google Buchsuche. Band 3 enthält das Namens-Register und die gesamte Literatur zu allen drei Bänden, mit 1517 Titeln online bzw. 1676 im Print.

| Personendaten    | Personendaten                                             |
| ---------------- | --------------------------------------------------------- |
| NAME             | Brasillach, Robert                                        |
| KURZBESCHREIBUNG | französischer Schriftsteller, Journalist und Filmkritiker |
| GEBURTSDATUM     | 31. März 1909                                             |
| GEBURTSORT       | Perpignan                                                 |
| STERBEDATUM      | 6. Februar 1945                                           |
| STERBEORT        | Arcueil                                                   |